# Alida Castañeda Guerra
Alida Castañeda Guerra (Palcaro, distrito de Tambobamba, provincia de Cotabambas, departamento de Apurímac, Perú, 17 de diciembre de 1948) es una periodista, traductora, poetisa y escritora peruana en castellano y quechua.

## Biografía
Alida Castañeda Guerra creció en Tambobamba y estudió periodismo en la Universidad Nacional de San Antonio Abad del Cusco (UNSAAC) en la ciudad del Cusco y guiones de radio y televisión en la Pontificia Universidad Católica del Perú (PUCP) en la ciudad de Lima. Después, trabajó como periodista en varias partes del Perú como en Cusco, Lima, Arequipa, Cerro de Pasco, Huaral y Ayacucho. Vivió y trabajó por poco 30 años en el departamento de Ayacucho. En los años del conflicto armado interno en el Perú, viendo con sus propios ojos las crueldades contra la población andina, sufrió mucho “hasta enfermarse”. En este tiempo, escribió y publicó sus primeros poemas. Trabajó en al Comisión de la Verdad y Reconciliación, donde tradujo todos los testimonios de los sobrevivientes y los deudos del quechua ayacuchano al castellano. Dice que en su vida tenía largos períodos de silencio, sin embargo, después continuó a publicar.
Alida dirige un grupo de narradores llamado WillaqCuna (willaqkuna = “narradores”, o willaq = “narrador” + español cuna). Narró la traducción quechua del Principito en el programa Rimaykusunchis (en quechua cusqueño) de la Casa de la Literatura Peruana. Tradujo el documental peruano Volver a ver sobre el conflicto armado interno en el Perú del castellano al quechua y dobló al quechua la película peruana Ciudad Jardín de Montgomery Fisher.

## Obras
- 1994: Voces Alzadas
- 1998: Crónicas, memorias y algo más
- 2001: Ausencias y esperanzas
- 2008: Kayani: astilla de luz / Qayani: kanchay qillpa. San Borja, Lima : Ediciones Altazor
- 2012: Quqawchayniy: José María Arguedasman Haylli – Mi Sustento: Canto A José María Arguedas. Lima: Laura Servicios Editoriales